# Isoura fuscicollis
Isoura fuscicollis är en fjärilsart som beskrevs av Butler 1889. Isoura fuscicollis ingår i släktet Isoura och familjen nattflyn. Inga underarter finns listade i Catalogue of Life.